# Spinal Tap
Spinal Tap är ett fiktivt hårdrocksband som är mest känt från filmen med samma namn från 1984. Bandet startade 1979 som ett inslag i ett misslyckat TV-program på ABC. Efter långfilmen turnerade bandet på riktigt, och har släppt tre album.
McKean, Guest och Shearer har återförenats flera gånger, bland annat 2003 i mockumentären A Mighty Wind, The Folksmen.

## Medlemmar
- David St. Hubbins (Michael McKean)
- Nigel Tufnel (Christopher Guest)
- Derek Smalls (Harry Shearer)
- "Caucasian" Jeffery Vanston (C. J. Vanston)